# Castillos
|  | Aquest article tracta sobre la localitat del departament de Soriano. Vegeu-ne altres significats a «Castillos (Rocha)». |

Castillos és un centre poblat de l'Uruguai, ubicat al sud del departament de Soriano, sobre el límit amb Colonia. Té una població aproximada de 285 habitants, segons les dades del cens de 2004. És a 93 metres sobre el nivell del mar. Segons les dades del cens de 2004, Castillos tenia 163 habitants.
| Any  | Població |
| ---- | -------- |
| 1996 | -        |
| 2004 | 163      |

Font: Institut Nacional d'Estadística de l'Uruguai